# بشتة سفلي (مقاطعة دورود)
بشتة سفلي (بالفارسية: پشته سفلی) هي قرية تقع في قسم تشالانتشولان الريفي (مقاطعة دورود) في إيران. يقدر عدد سكانها بـ 71 نسمة بحسب إحصاء 2016.